# Pabbar
Der Pabbar ist ein rechter Nebenfluss des Tons im indischen Bundesstaat Himachal Pradesh. 
Der Pabbar liegt im äußersten Westen des Einzugsgebiets des Ganges.
Er entspringt am Südhang des Bergkamms im westlichen Himalaya, der das Sanglatal nach Süden flankiert. Der Pabbar durchfließt den Osten des Distrikts Shimla in überwiegend südlicher Richtung. Bei der Kleinstadt Hatkoti befindet sich das Sawra-Kuddu-Wasserkraftwerk mit einer installierten Leistung von 111 MW. Der Pabbar mündet schließlich in den Tons. Der Fluss hat eine Länge von etwa 80 km. 